# Schnufenhofen
Schnufenhofen (bairisch: Schnuhof) ist ein Ortsteil von Seubersdorf in der Oberpfalz, einer Gemeinde im Landkreis Neumarkt im Oberpfälzer Jura in der Oberpfalz. Der Ort hatte im Dezember 2024 412 Einwohner.

## Geschichte
Die erste schriftliche Erwähnung von Schnufenhofen erfolgte im Jahre 1180 im berühmten Codex Falkensteinensis als Snovinhovin, ist aber wie alle umliegenden Orte sicher wesentlich älter.
Das Kloster Plankstetten besaß im Jahr 1202 einen Hof in Schnufenhofen. Im Jahr 1291 wurde ein R. Snovenhover als Bürger von Neumarkt genannt. Um das Jahr 1300 wurde das Geschlecht der Puttersberger auf dem Berglershof genannt.
Im Jahr 1326 wurde Snofenhofen im herzoglichen Urbar aufgeführt und nunmehr vom Amtsbereich Holnstein verwaltet. Bis zum Ende des 18. Jahrhunderts unterstanden in Schnufenhofen bereits 28 der 29 Anwesen dem Amt Holnstein von Pfalz-Neuburg. Familienmitglieder des ebenfalls in Schnufenhofen anzutreffenden berühmten Geschlechtes der Schweppermann (1377 und 1409 urkundlich nachweisbar) trugen den Beinamen der Berger.
Im Jahr 1542 wurde die Reformation eingeführt, ab 1600 hatte Schnufenhofen eine Pfarrei mit einem eigenen Pfarrer bis zum Beginn der Rekatholisierung im Jahr 1626. 1631 übernahm Graf Tilly Holnstein und bemühte sich, in Schnufenhofen die Frühmesse mit einem eigenen Pfarrer zu besetzen. Im Jahr 1688 wurde erstmals eine Schule in Schnufenhofen genannt. 1796 kam es auf dem späteren Gemeindegebiet zwischen Franzosen und Österreichern zu einem Gefecht.
Ab 1808 gehörte Schnufenhofen durch das Edikt von Montgelas erst zum Steuerdistrikt, dann 1811 zur Ruralgemeinde Großalfalterbach. Im Jahr 1818 wurde Schnufenhofen wieder politische Gemeinde. Diesen Status behielt Schnufenhofen bis zur Eingemeindung in die heutige Großgemeinde Seubersdorf bei.
In den Jahren 1835 und 1953 erfolgten jeweils Neubauten der Schule. 1837 kam Schnufenhofen mit dem Landgericht Beilngries zum neuen Regierungsbezirk Mittelfranken. Am Nachmittag des 3. August 1859 brannte der gesamte nordwestliche Teil von Schnufenhofen bei einer Brandkatastrophe nieder, darunter auch das Schulhaus.
1864 wurde der deutsche Bildungsreformer Ludwig Auer Lehrer in Schnufenhofen und gründete den katholischen Erziehungsverein.
Im Jahr 1884 wurde die Freiwillige Feuerwehr Schnufenhofen im Gasthaus Weigl gegründet. 1926 wechselte Schnufenhofen vom Bezirksamt Beilngries zum Bezirksamt Parsberg. 1958 erfolgte der Bau einer moderneren Wasserleitung. 1961 begann der Neubau der Straße von Seubersdorf nach Holnstein, 1964 wurde in Schnufenhofen die Flurbereinigung durchgeführt.
Am 1. Juli 1976 wurde das Kirchdorf Schnufenhofen in die Großgemeinde Seubersdorf eingegliedert.

## Filialkirche St. Bonifatius
Bei der Filialkirche handelt es sich um eine frühgotische Anlage mit einem wuchtigen Chorturm. Durch die Feuersbrunst von 1859 wurden Turm und Dach erheblich in Mitleidenschaft gezogen. Die heutige Größe erhielt die St.-Bonifatius-Kirche mit der Erweiterung im Jahre 1887. Die ehemals übermalten Deckengemälde wurden bei einer Innenrenovierung 1953 wieder freigelegt.

## Dorfhaus
Im Jahr 2000 wurde das Dorfhaus in Schnufenhofen erbaut.

## Fasching in Schnufenhofen
Schnufenhofen ist im Landkreis Neumarkt eine Faschingshochburg.
Die Katzenfliacha – also „Katzenflieger“ – haben ihren Namen ihren experimentierfreudigen Vorfahren zu verdanken. Sie wollten wissen, ob eine Katze wirklich nach jedem Sprung von einem Gebäude auf den Füßen landet und diesen überlebt.